# Kōhei Kameyama
Kōhei Kameyama (亀山 耕平, Kameyama Kōhei, né le 28 décembre 1988 à Sendai) est un gymnaste japonais, spécialiste de gymnastique artistique.
Il remporte le titre mondial au cheval d'arçons en 2013.